# Google Guice
A Google Guice egy nyílt forráskódú szoftverkeretrendszer Java platformra, melyet a Google adott ki Apache Licenc alatt. A Guice támogatást nyújt a dependency injection-hoz (függőség beinjektáls) úgy, hogy annotatációk segítségével lehet konfigurálni a Java objektumok létrehozását. A függőség beinjektáls egy programtervezési minta, mely alapelve, hogy szeparáljuk a viselkedést a függőség feloldástól.
A Guice lehetővé teszi az implementációs osztályok számára, hogy programozottan legyenek kötve az interfészekhez, úgy hogy beinjektálásra kerüljenek a konstruktorokba, metódusokba vagy mezőkbe az @Inject annotáció használatának segítségével. Amikor ugyanannak az interfésznek egynél több implementációjára van szükség, a felhasználó lehetősége van saját annotáció készítésére, amely azonosítja az implementációt, és azt használni injektáláskor.
Lévén első általános keretrendszer a függőség beinjektálására, amely Java annotációkat használt 2008-ban Guice megnyerte a 18. Jolt Awardot a legjobb könyvtárkeretrendszer vagy komponens kategóriában.

## Fordítás
Ez a szócikk részben vagy egészben  a   Google Guice című angol Wikipédia-szócikk ezen változatának fordításán alapul.  Az eredeti cikk szerkesztőit annak laptörténete sorolja fel. Ez a jelzés csupán a megfogalmazás eredetét és a szerzői jogokat jelzi, nem szolgál a cikkben szereplő információk forrásmegjelöléseként.